# Cryofracture
La cryofracture est une méthode utilisée pour la recherche en biologie. Elle permet l'observation d'une coupe cellulaire formée à partir d'un échantillon congelé.

## Préparation
- On congèle l'échantillon à très basse température, par exemple à l'aide d'azote (N2) liquide (-196 °C),
- Puis on effectue une cryofracture, qui se fait de manière aléatoire, le plus souvent entre la membrane et le hyaloplasme, et parfois entre les deux feuillets de la bicouche phospholipidique de la membrane.
- On effectue alors un cryodécapage : on sublime la glace superficielle, sous vide et à basse température ; cela augmente les reliefs de l'échantillon, ce qui donne une meilleure visibilité au microscope.
- On procède ensuite à un ombrage métallique: l'échantillon est bombardé d'électrons qui vont former une couche métallique à sa surface (platine, argent par exemple),
- Sur une seule face, sous vide et à faible température, on réalise une consolidation par le carbone qui servira de moule (couche continue) ;
- On procède a une digestion de la pièce qui va détruire le vivant par de l'acide, par exemple de l'acide sulfurique
- On obtient alors une réplique métallique en trois dimensions de la surface de l'échantillon.

## Applications
Cette technique est particulièrement utile pour l'étude dans la membrane cellulaire  en microscopie électronique à balayage : en effet, à l'étape de la fracture de l'échantillon, le plan de fracture passe généralement entre les deux couches lipidiques de la membrane.
À la différence de la structure universelle constante de la membrane plasmique en microscopie électronique à transmission, l'observation des répliques des membranes plasmiques en cryodécapage montre des structures très variables, soit lisses, soit granuleuses.